# Cnidostoma fallax
Cnidostoma fallax is een hydroïdpoliep uit de familie Hydractiniidae. De poliep komt uit het geslacht Cnidostoma. Cnidostoma fallax werd in 1911 voor het eerst wetenschappelijk beschreven door Vanhöffen. 